# San Giovanni Bianco
San Giovanni Bianco ist eine italienische Gemeinde (comune) mit 4578 Einwohnern (Stand 31. Dezember 2023) in der Provinz Bergamo, Region Lombardei.

## Geographie
Die Gemeinde liegt etwa 60 km nordöstlich von Mailand und etwa 28 km nördlich von Bergamo in den Bergamasker Alpen im Val Brembana, durch das der namensgebende Brembo fließt.

## Galerie

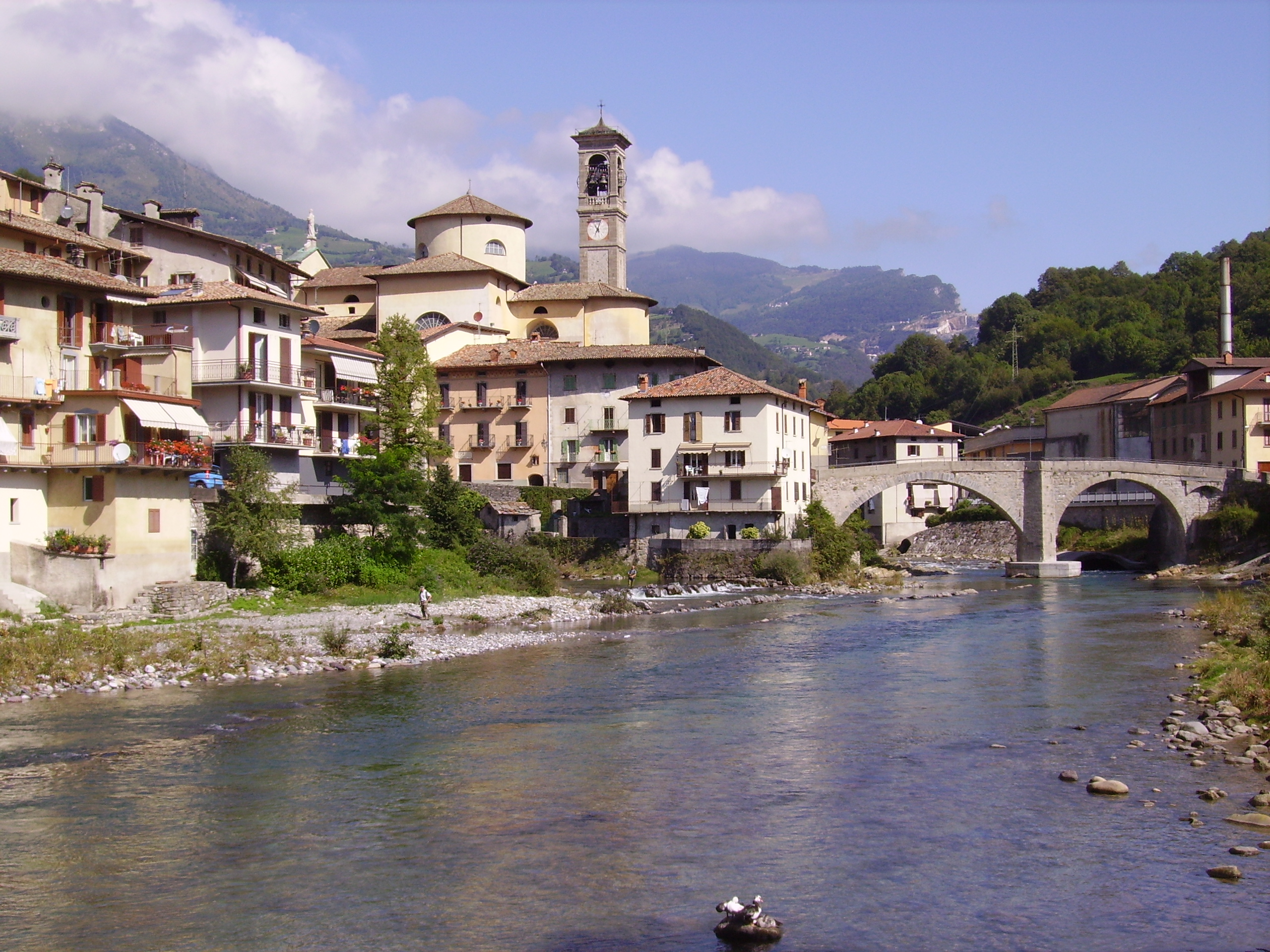
San Giovanni Bianco mit dem Fluss Brembo
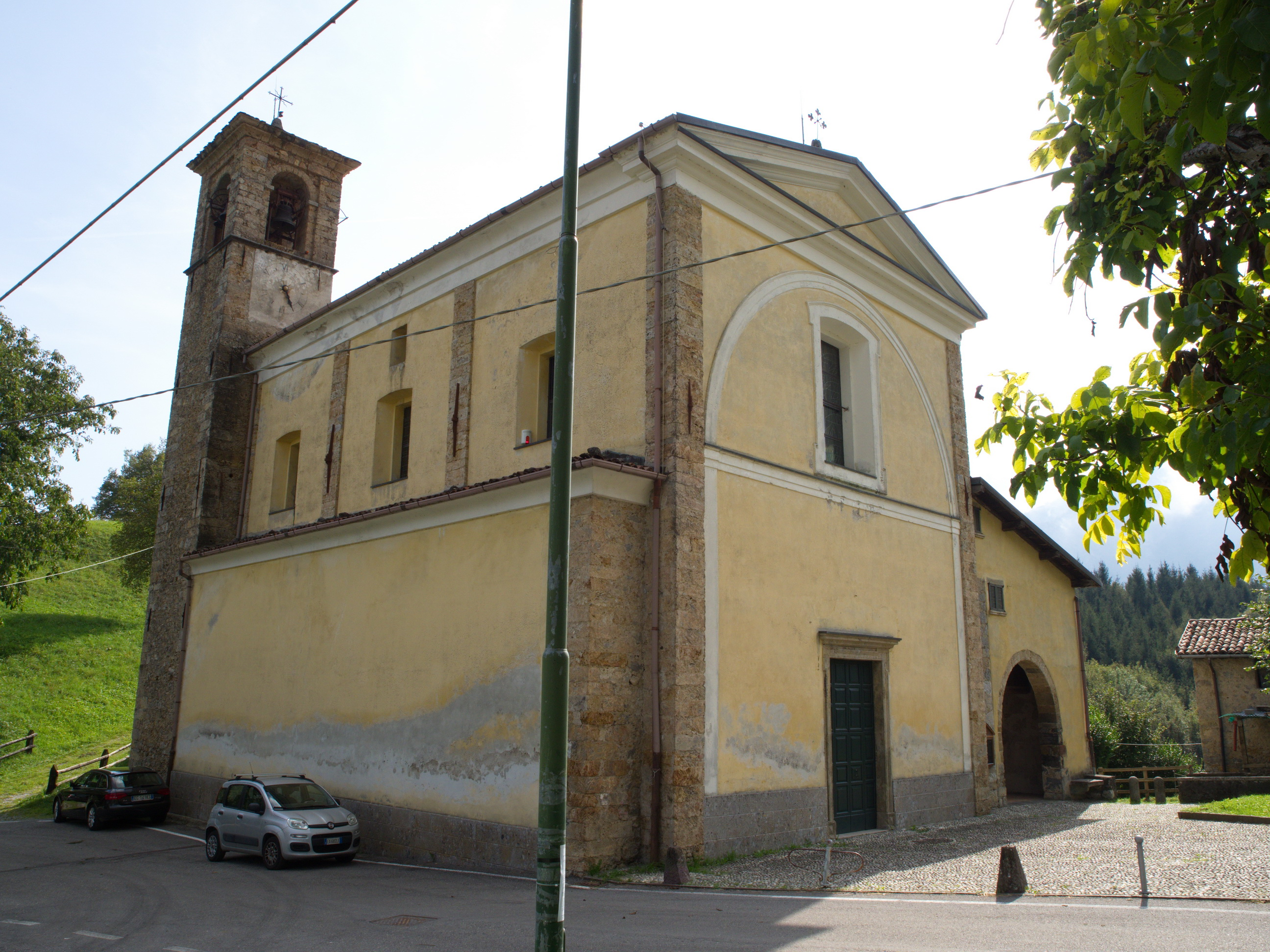
Kirche Sant’Antonio im Ortsteil Pianca
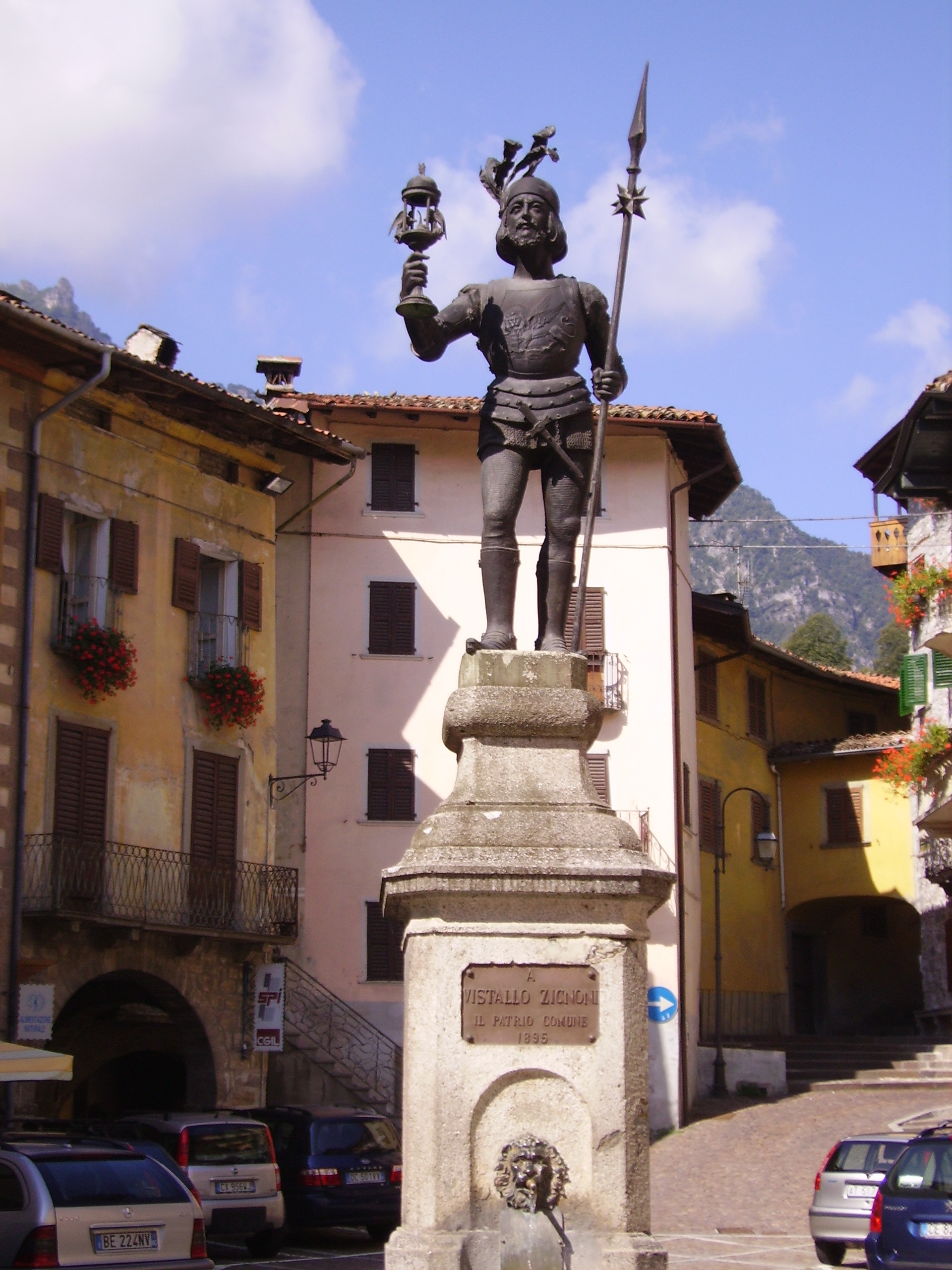
Zignoni-Denkmal
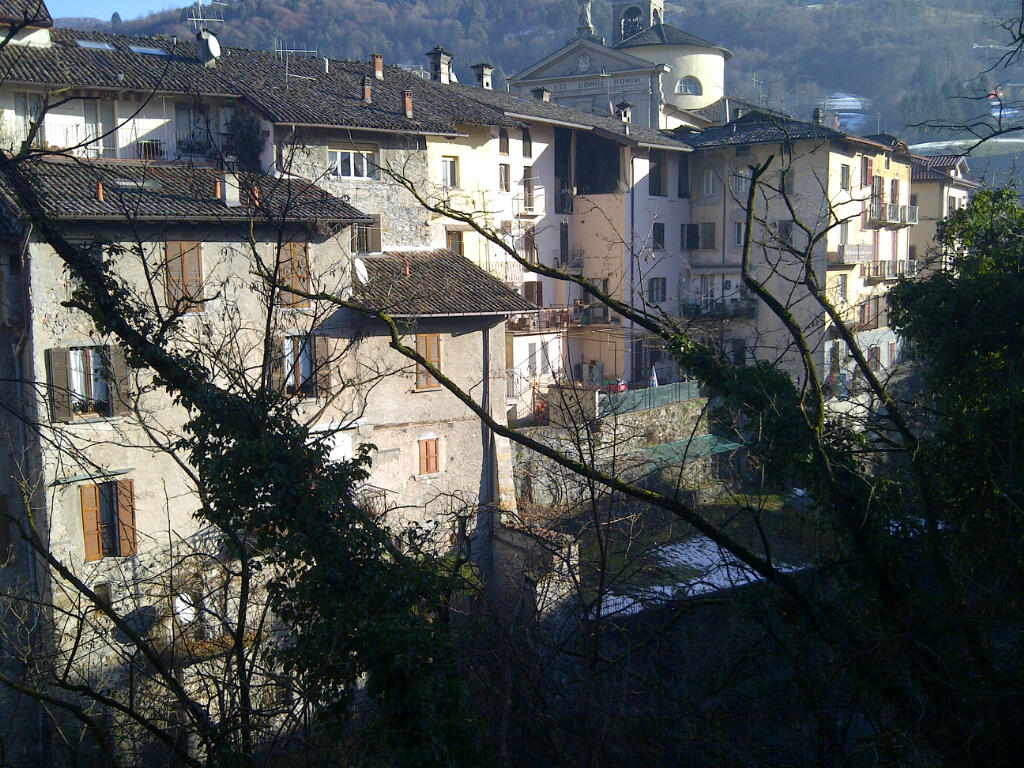
San Giovanni Bianco

## Persönlichkeiten
- Imerio Testori (1950–1976), Motorradrennfahrer
- Sergio Ghisalberti (* 1979), Radrennfahrer
- Davide Astori (1987–2018), Fußballspieler
- Lorenzo Milesi (* 2002), Radrennfahrer
- Matteo Ruggeri (* 2002), Fußballspieler